# مایکل مرونز
مایکل مرونز (انگلیسی: Michael Mronz؛ زادهٔ ۱ مارس ۱۹۶۷) مربی اهل آلمان است.